# Sammelschrot
Der Sammelschrot ist ein Quellwasserleitungs-Sammler. Der Schrot ist mit einem Überlaufrohr versehen, welches eine Überlastung des Schrotes und einen etwaigen Rückstau durch die Quellwasserleitungen in die Quellköpfe verhindert. Das Überlaufrohr mündet in das Entleerungsrohr, welches seinerseits durch einen Absperrschieber abgeschlossen werden kann. Das Rohr enthält als Wasser- und Geruchsverschluss einen Siphon, der das Eindringen kleiner Tiere und schlechter Luft in den Sammelschrot verhindert.

## Quelle
- Paul Wilhelm Ludwig Roch: Die Wasserförderung, umfassend Brunnenanlagen, kleinere Wasserleitungen, Pumpen und Spritzen. 7. vollständig neubearbeitete Auflage, Verlag von Bernh. Friedr. Voigt, Leipzig 1907, S. 35 (Online).